# Impatiens fugongensis
Impatiens fugongensis är en balsaminväxtart som beskrevs av K.M.Liu och Y.Y.Cong. Impatiens fugongensis ingår i släktet balsaminer, och familjen balsaminväxter. Inga underarter finns listade i Catalogue of Life.